# Sana Anarkułowa
Sana Maksutowna Anarkułowa, z domu Dżarłagasowa (ros. Сана Максутовна Анаркулова; ur. 21 lipca 1989) – kazachska siatkarka, grająca jako przyjmująca. Obecnie występuje w drużynie Turan Turkiestan.

## Sukcesy klubowe
Klubowe mistrzostwa Azji:
- 2020/21
- 2009/10, 2021/22

Puchar Kazachstanu:
- 2008/09, 2009/10, 2014/15, 2017/18, 2018/19, 2019/20, 2020/21, 2021/22, 2022/23
- 2013/14, 2016/17

Superpuchar Kazachstanu:
- 2016/17, 2017/18, 2020/21, 2021/22
- 2018/19, 2019/20

## Sukcesy reprezentacyjne
Igrzyska Azjatyckie:
- 2010